# ديفيد فراي (لاعب كرة قدم أمريكية)
ديفيد فراي (بالإنجليزية: David Frye)‏ هو لاعب كرة قدم أمريكية أمريكي، ولد في 21 يونيو 1961 في سينسيناتي في الولايات المتحدة.

## وصلات خارجية
- ديفيد فراي على موقع مرجع كرة القدم المحترفة.كوم (الإنجليزية)